# Ricarda Lisk
Ricarda Lisk, née le 1er février 1981 à Schorndorf (Allemagne), est une triathlète allemande, quadruple championne d'Allemagne de triathlon. 

## Palmarès
Le tableau présente les résultats les plus significatifs (podium) obtenus sur le circuit national et international de triathlon depuis 2004,.
| Année | Compétition                                          | Pays           | Position           | Temps           |
| ----- | ---------------------------------------------------- | -------------- | ------------------ | --------------- |
| 2017  | Inferno Triathlon                                    | Suisse         | Médaille de bronze | Timing          |
| 2016  | Chiemsee-Triathlon                                   | Allemagne      | Médaille d'or      | 4 h 6 min 40 s  |
| 2015  | Ironman 70.3 Los Cabos                               | Mexique        | Médaille de bronze | 4 h 36 min 34 s |
| 2014  | Frankfurt-City-Triathlon                             | Allemagne      | Médaille d'or      | 2 h 9 min 19 s  |
| 2012  | Championnats d'Allemagne de triathlon                | Allemagne      | Médaille d'or      | 2 h 9 min 50 s  |
| 2011  | Championnats d'Allemagne de triathlon                | Allemagne      | Médaille d'or      | Timing          |
| 2010  | Championnats d'Allemagne de triathlon                | Allemagne      | Médaille d'or      | Timing          |
| 2008  | Coupe du monde de triathlon - étape de Hambourg      | Allemagne      | Médaille d'or      | 1 h 57 min 42 s |
| 2008  | Coupe d'Afrique de triathlon - étape de Bloemfontein | Afrique du Sud | Médaille d'or      | 2 h 9 min 38 s  |
| 2007  | Coupe d'Afrique de triathlon - étape de Langebaan    | Afrique du Sud | Médaille d'or      | 2 h 9 min 10 s  |
| 2006  | Championnats d'Allemagne de triathlon                | Allemagne      | Médaille d'or      | Timing          |
| 2006  | Coupe d'Europe de triathlon - étape d'Eilat          | Israël         | Médaille d'or      | 2 h 15 min 46 s |
| 2004  | Coupe d'Europe de triathlon - étape de Holten        | Pays-Bas       | Médaille d'or      | 2 h 4 min 41 s  |